# مالک کوتوریر
مالک کوتوریر (انگلیسی: Malik Couturier؛ زادهٔ ۲۱ ژانویهٔ ۱۹۸۲) بازیکن فوتبال اهل فرانسه است.
از باشگاه‌هایی که در آن بازی کرده‌است می‌توان به باشگاه فوتبال آنژه اشاره کرد.